# Пашкова, Мария Емельяновна
Мария Емельяновна Пашкова (25 мая 1927 — 20 февраля 2006) — передовик советской почтовой связи, бригадир операторов почтовой связи Харьковского прижелезнодорожного почтамта Министерства связи Украинской ССР, Герой Социалистического Труда (1971).

## Биография
Родилась в 1927 году в селе Марьевка Первомайского района Харьковской области, в украинской семье.
Получив неполное образование, пошла работать в 1944 году сортировщицей на участке обмена Харьковского прижелезнодорожного почтамта. Позже возглавила бригаду операторов. Вступила в ряды членов КПСС.
Её бригада всегда перевыполняла норму на 140—150 % к поставленному заданию. Была представлена к награде ордену «Знак Почёта».
Указом Президиума Верховного Совета СССР от 4 мая 1971 года за особые заслуги и высокие производственные достижения в организации почтовой связи Марии Емельяновне Пашковой было присвоено звание Героя Социалистического Труда с вручением ордена Ленина и медали «Серп и Молот».
С 1983 года оператор участка обмена, чуть позже дорабатывала до выхода на заслуженный отдых почтальоном.
Избиралась членом ЦК профсоюзов транспорта и связи СССР, была депутатом Ленинского районного Совета депутатов Харькова.
Проживала в Харькове. Умерла 20 февраля 2006 года.

## Награды
За трудовые успехи была удостоена:
- золотая звезда «Серп и Молот» (04.05.1971)
- орден Ленина (04.05.1971)
- Орден Знак Почёта (18.07.1966)
- другие медали.

- Почётный ветеран Труда Харьковского прижелезнодорожного почтамта.